# چمقلوشیدا
چمقلوشیدا، روستایی از توابع بخش سریش‌آباد شهرستان قروه در استان کردستان ایران است.

## جمعیت
این روستا در دهستان لک قرار دارد و براساس سرشماری مرکز آمار ایران در سال ۱۳۸۵، جمعیت آن ۱۷۳ نفر (۴۲خانوار) بوده‌است.